# Nicole Regnaud
Nicole Regnaud (* 27. November 1999 in Wellington) ist eine neuseeländische Dartspielerin, welche an den Turnieren der World Darts Federation (WDF) teilnimmt. Aktuell ist sie die beste weibliche Neuseeländerin im Dartsport.

## Karriere
Regnaud begann im Jahr 2019 im Alter von 20 Jahren mit dem Dartspielen. Insbesondere bei den Turnieren der WDF in ihrer Heimat Neuseeland sowie manchmal in Australien nimmt sie dabei teil. So erreichte sie Anfang Juni 2021 bei den Canterbury Open in Christchurch das Achtelfinale, wo sie erstmals ein gutes Ergebnis bei einem Turnier des Weltverbandes erzielte. Bereits zwei Wochen später fuhr sie bereits ihren ersten Titel ein: Sie gewann das Silber-Turnier des New Zealand Masters im Finale mit 5:4 gegen Wendy Harper.
Ein Jahr später konnte Regnaud erstmals den Titel bei den Canterbury Open gewinnen. Mit 4:2 schlug sie auch hier Wendy Harper. Den Titel bei den New Zealand Masters konnte sie hingegen nach einer 1:5-Finalniederlage gegen Harper nicht verteidigen. Dafür gewann sie eine Woche später das South Island Masters mit 4:0 gegen Desi Mercer. Bei den Shot New Zealand Open Ende Juli, einem Golfturnier der WDF, unterlag Regnaud im Halbfinale Harper mit 2:4. Zusammen mit Harper qualifizierte sich Regnaud als eine von zwei Neuseeländerinnen für die Australian Darts Open 2022. Sie gewann dabei überraschend gegen die ehemalige Weltmeisterin Lisa Ashton mit 4:2 und konnte auch Abbey Morrison aus Australien mit 4:2 besiegen, womit sie sich als Gruppenerste fürs Halbfinale qualifizierte. Hier traf sie auf die aktuelle Weltmeisterin Beau Greaves, der sie ein gutes Spiel entgegensetzte, am Ende aber dennoch mit 3:6 verlor.
Eine Woche später zurück in Neuseeland unterlag Regnaud mal wieder Wendy Harper im Finale des John Wilkie Memorial mit 2:5. Mitte September gewann sie das Finale der Auckland Open gegen Harper mit 4:3. Auch das North Island Masters Anfang Oktober gewann sie auf diese Weise. Beim Alan King Memorial gewann Regnaud mit 4:0 gegen Harper.
Anfang Dezember registrierte sich Regnaud für das World Masters 2022, für das sie sich durch ihre Turniersiege und Ranglistenplatzierung qualifiziert hatte. Sie verlor dabei in der Gruppenphase lediglich ein Leg und zog somit in die K.-o.-Runde ein. Hier gewann sie gegen Astrid Trouwborst und Kasumi Sato, bevor sie im Achtelfinale knapp Racha David mit 4:5 unterlag. Danach stand außerdem fest, dass Regnaud dank ihrer guten Weltranglistenposition erstmals für die WDF World Darts Championship qualifiziert sein wird.
Zuvor war allerdings noch – wie sich später herausstellte – ein ganzes Kalenderjahr zu spielen. So erzielte sie beim Canterbury Classic Anfang Februar das Halbfinale. Sie gewann das John Wilkie Memorial Ende Mai mit 4:3 gegen Mihi Awatere im Finale. Erstmals verteidigen konnte sie einen Titel bei der WDF Anfang Juni bei den Canterbury Open. Sie behielt im Finale gegen Tara Mears mit 4:1 die Oberhand. Bei den New Zealand Open kurz darauf erreichte sie das Halbfinale. Hier unterlag sie Kym Mitchell mit 3:4. Beim New Zealand Masters hingegen einen Monat später stand Regnaud im Finale, welches sie aber mit 1:5 gegen Desi Mercer verlor. Bei den Australian Darts Open 2023 kam es zur Neuauflage des Duells mit Lisa Ashton aus dem Vorjahr. Dieses Mal unterlag Regnaud aber der Engländerin mit 1:4. Sie gewann zwar ihr zweites Spiel gegen Janine Cassar mit 4:1, schied aber dennoch als Gruppenzweite aus.
Mitte September errang Regnaud ihren nächsten Titel bei den Auckland Open. Ihren Titel verteidigte sie nach einem 4:1 gegen Victoria Monaghan im Finale. Als Teil der neuseeländischen Mannschaft nahm Regnaud daraufhin am WDF World Cup 2023 in Dänemark teil. Im Einzel gelangen ihr dabei drei klare Siege, bevor sie in Runde vier mit 0:4 deutlich Beau Greaves unterlag. Im Doppel an der Seite von Mary-Anne Teinaki gewann sie ein Spiel, bevor ebenfalls unter den letzten 32 gegen Deta Hedman und Greaves mit 0:4 Schluss war. Das neuseeländische Team schied im Teamwettbewerb in der Gruppenphase nach Niederlagen gegen Südafrika und England aus. Ende Oktober verteidigte Regnaud dann ebenfalls ihren Alan King Memorial-Titel, indem sie im Finale mit 4:3 gegen Taylor-Marsh Kahaki gewann. Außerdem stand sie im November im Finale des Ted Clements Memorial, wo sie aber gegen Wendy Harper verlor.
Anfang Dezember stand dann endlich Regnauds Debüt bei der WDF World Darts Championship 2023 an. Für Runde eins bekam sie die Schwedin Anna Forsmark zugelost. Nach einem mit 1:3 verlorenen ersten Satz glänzte Regnaud im zweiten Satz schadlos und konnte auch den dritten mit 3:1 gewinnen. Somit zog sie ins Achtelfinale ein, wo Regnaud auf die Zweitgesetzte Aileen de Graaf traf. Regnaud verlor den ersten Satz knapp mit 2:3, konnte aber Satz zwei mit 3:1 für sich entscheiden. Letztlich kam es im dritten Satz zu einem Last-Leg-Decider, der jedoch an de Graaf ging. Regnaud schied somit aus.
Ihr nächster Titel ließ jedoch nicht lange auf sich warten. Im Februar gewann Regnaud das Canterbury Classic nach einem 5:0-Finalsieg über Lisa Waerehu. Ende April folgte der Sieg beim North Island Masters. Mit 5:2 schlug sie hier Wendy Harper. Ende Juni gewann Regnaud außerdem die New Zealand Open. Im Finale schlug sie dafür Victoria Monaghan mit 6:3. Da es sich hierbei um ein Golf-Turnier handelte, war ihre Qualifikation für die WDF-WM 2024 vorzeitig gesichert. Auch das New Zealand Masters Ende August entschied Regnaud nach einem 5:0-Erfolg über Desi Mercer für sich. Beim North Queensland Classic in Australien Ende September stand Regnaud im Halbfinale. Das Alan King Memorial Ende Oktober konnte sie hingegen zum dritten Mal in Folge für sich entscheiden. Sie gewann das Turnier mit 5:4 gegen Desi Mercer. Mitte November folgte des Ted Clements Memorial. Dieses Mal gewann sie im Finale mit 5:4 gegen Wendy Harper. Kurz darauf nahm sie an den Alice Springs Open teil und konnte auch dieses Turnier für sich entscheiden, indem sie im Finale Joanne Hadley mit 6:2 besiegte.
Im Jahr 2024 nahm Regnaud außerdem erstmals an Turnieren der DPNZ Pro Tour, einer der Professional Darts Corporation (PDC) untergeordneten Tour, teil. Sie erreichte dabei einmal, bei Turnier Nummer fünf, das Viertelfinale, wo sie aber gegen Ben Robb mit 0:5 verlor.
Bei ihrer zweiten Teilnahme an der WDF World Darts Championship 2024 ist Regnaud an Position fünf gesetzt und traf in ihrem ersten Spiel auf Wendy Harper. Regnaud gewann das Spiel mit 2:0 in Sätzen und traf im Viertelfinale auf Deta Hedman. Hierbei gewann sie drei Legs, unterlag aber dennoch mit 0:2 in Sätzen.
Anfang Februar setzte Regnaud ihre Dominanz in Neuseeland fort. Mit 5:2 gewann sie das Finale des Canterbury Classic gegen Chenesse Kaulka. Bei den South Island Masters Mitte April besiegte sie mit 5:4 im Finale Desi Mercer. Beim North Island Masters gewann sie ebenfalls gegen Mercer, dieses Mal mit 5:1. Das Finale der Canterbury Open am 1. Juni verlor sie zwar mit 3:5 gegen Taylor-Marsh Kahaki, bei den New Zealand Open konnte sie jedoch ihren Titel verteidigen. Mit 6:1 schlug Regnaud im Finale Tracy MacDonald und qualifizierte sich auch in diesem Jahr auf direktem Wege für die WDF-WM.

## Weltmeisterschaftsresultate

### WDF
- 2023: Achtelfinale (1:2-Niederlage gegen  Aileen de Graaf)
- 2024: Viertelfinale (0:2-Niederlage gegen  Deta Hedman)
- 2025: qualifiziert

## Titel

### WDF
- Gold-Turnier
  - New Zealand Open: (2) 2024, 2025
- Silber-Turnier
  - New Zealand Masters: (2) 2021, 2024
  - Canterbury Classic: (2) 2024, 2025
  - Alice Springs Open: (1) 2024
- Bronze-Turnier
  - Alan King Memorial (3) 2022, 2023, 2024
  - Auckland Open: (2) 2022, 2023
  - Canterbury Open: (2) 2022, 2023
  - John Wilkie Memorial: (1) 2023
  - North Island Masters: (3) 2023, 2024, 2025
  - South Island Masters: (2) 2022, 2025
  - Ted Clements Memorial: (1) 2024